# David Bull
David Richard Bull (Londra, 9 maggio 1969) è un medico, conduttore televisivo ed ex politico britannico, membro di Reform UK, di cui è presidente dal 10 giugno 2025, ed europarlamentare dal 2019 al 2020.

## Biografia
David Bull è nato a Farnborough, un piccolo villaggio periferico della città di Londra, da Richard e Pauline Bull, e si è trasferito a Framlingham, nel Suffolk, all'età di quattro anni con i suoi fratelli Anthony e Katie. Ha frequentato la Fairfield Preparatory School, la Ipswich Preparatory School e il Framlingham College. Ha poi studiato al St Mary's Hospital Medical School presso l'Imperial College di Londra, laureandosi in medicina e chirurgia nel 1993. Ha lavorato per il National Health Service nelle strutture ospedaliere di Londra.
Nel 1995 ha iniziato ad apparire regolarmente nelle produzioni televisive britanniche e americane, principalmente come membro della giuria e presentatore. Ha preso parte a programmi come Watchdog Healthcheck, Watchdog, Holiday, Tomorrow's World, Richard & Judy, Most Haunted, Sugar Dome e The Wright Stuff. Autore di pubblicazioni di libri: Cool and Celibate? Sex and No Sex oraz What Every Girl Should Know An A to Z of Health – From Allergies to Zits!.
Ha anche iniziato a gestire la propria società di consulenza. Ha militato nel Partito Conservatore e avrebbe dovuto candidarsi alla Camera dei comuni. Nel 2019, ha aderito al Partito della Brexit. Nelle elezioni europee dello stesso anno, è stato eletto europarlamentare nella IX legislatura.
È apertamente omosessuale.